# Ralf Uhding
Ralf Uhding (* 24. Oktober 1960 in Fredenbeck; † 13. Juli 2016) war ein deutscher Handballspieler und -funktionär.

## Leben
Als Spieler auf der Position des Linksaußen stieg Uhding 1979 mit dem VfL Fredenbeck in die Regionalliga und 1988 in die Bundesliga auf. Er trat in der Saison 1988/89 mit dem VfL in der höchsten deutschen Spielklasse an, ehe er sich aus der Mannschaft zurückzog.
Als sein Vater Harald Uhding im November 1993 bei einem Verkehrsunfall ums Leben kam, übernahm Ralf Uhding beim VfL Fredenbeck die Geschicke als Manager und Geschäftsführer. 1994 musste man den Bundesliga-Abstieg hinnehmen, die Rückkehr in die Spielklasse unter Uhdings Leitung erfolgte 1996. Er gab das Amt 2006 aus beruflichen und persönlichen Gründen ab. Uhding, der sich beruflich im Bauwesen betätigte, war 43 Jahre Mitglied des VfL Fredenbeck.
Er saß ab 2008 im Aufsichtsrat der Handball-Bundesliga und bewarb sich 2011 um das Amt des Vorsitzenden der Handball-Bundesliga, verlor aber bei der Wahl im Juli 2011 gegen Amtsinhaber Reiner Witte. Uhding, der über einen Wohnsitz im US-Bundesstaat Florida verfügte, setzte sich dafür ein, den Handballsport in den Vereinigten Staaten zu verbreiten und war Mitglied im Aufsichtsrat des US-Handballverbands.
Uhding starb am 13. Juli 2016 nach langer Krankheit.